# Mixorthezia ecuadorensis
Mixorthezia ecuadorensis är en insektsart som beskrevs av Morrison 1952. Mixorthezia ecuadorensis ingår i släktet Mixorthezia och familjen vaxsköldlöss.
Artens utbredningsområde är Ecuador. Inga underarter finns listade i Catalogue of Life.